# Byland with Wass
Byland with Wass – civil parish w Anglii, w North Yorkshire, w dystrykcie (unitary authority) North Yorkshire. W 2011 civil parish liczyła 228 mieszkańców.